# Sathrochthonius kaltenbachi
Sathrochthonius kaltenbachi är en spindeldjursart som beskrevs av Beier 1966. Sathrochthonius kaltenbachi ingår i släktet Sathrochthonius och familjen käkklokrypare. Inga underarter finns listade i Catalogue of Life.